# Karl Höllenreiner
Karl Höllenreiner, né le 6 mars 1914, est un survivant de camp de concentration nazi.

## Biographie
Il est arrêté le 29 mai 1944 et déporté en août 1944 au camp d'Auschwitz. Il y était tatoué, Z 10062 et enregistré. En 1944, il est envoyé à Buchenwald puis à Dachau.
En 1944, au Camp de concentration de Dachau. Dans le camp, il devient le cobaye des expériences effectuées par Wilhelm Beiglböck, avec Joseph Laubinger et Ernst Mettbach.
Après la guerre, il travaille comme marchand de textile et d'instruments de musique. Lors de son témoignage, le 17 juin 1947 au Procès des médecins, il a giflé l'accusé et a été condamné à 90 jours de prison.